# Pozo de Almoguera
Pozo de Almoguera es un municipio y localidad española de la provincia de Guadalajara, en la comunidad autónoma de Castilla-La Mancha. El término municipal, ubicado en la comarca de La Alcarria, tiene una población de 109 habitantes (INE 2024).

## Historia
A mediados del siglo XIX, la villa tenía contabilizada una población de 141 habitantes. Aparece descrita en el decimotercer volumen del Diccionario geográfico-estadístico-histórico de España y sus posesiones de Ultramar de Pascual Madoz de la siguiente manera:

POZO DE ALMOGUERA (el): v. con ayunt. en la prov. de Guadalajara (6 leg.), part. jud. de Pastrana (2), aud. terr de Madrid (10), c. g. de Castilla la Nueva, dióc. de Toledo (18). sit. en llano con libro ventilacion, si bien algo resguardada hacia el N. por un cerro que la domina. Goza de clima templado y sano. Tiene 55 casas; la consistorial; una hermosa panera del pósito, cuyo fondo se ha estinguido; escuela de instruccion primaria frecuentada por 20 alumnos, dotada con 350 rs., y la retribucion mensual que pagan los discípulos; una fuente de buenas aunque escasas aguas, que aprovechan los vec. para beber y demás necesidades domésticas; un pozo con su pilon que sirve principalmente para abrevar los ganados; una igl. parr. (San Martín Obispo) servida por un cura y un sacristan, y un cementerio contiguo á la igl. y en tan buena posicion, que no ofende á la salubridad pública. Confina el térm. con los de Escariche, Yebra, Albares y Fuentemovilla; dentro de él hay una ermita de Ntra. Sra. de los Remedios. El terreno, que participa de quebrado y llano con algunas cañadas y barrancos, es todo de secano, y en lo general pedregoso y muy flojo; comprende un monte chaparral de unas 450 fan. de cabida. caminos: los que dirigen á los pueblos limítrofes, todos de herradura y en mediano estado. correo: se recibe y despacha en la cab. del part. prod.: trigo puro, tranquillon, centeno, avena, cebada, garbanzos, almortas y otras legumbres; vino, aceite, leñas de combustible y carboneo, y buenos pastos con los que se mantiene ganado lanar, cabrio, mular y asnal; hay caza de perdices, conejos y liebres. ind.: la agrícola, un molino aceitero, el carboneo cuando se permiten cortas, y la tragineria, á la que se dedican algunos vec., principalmente al porteo de carbon, que toman en los pueblos inmediatos y lo conducen á la corte. pobl.; 51 vec., 141 alm. cap. prod.: 1.060,700 rs. imp.: 74,250. contr.: 4,470.
(Madoz, 1849, p. 187)

## Demografía
Pozo de Almoguera cuenta con una población de 109 habitantes (INE 2024).
| Gráfica de evolución demográfica de Pozo de Almoguera entre 1842 y 2021                                             |
| |
| Población de derecho según los censos de población del INE Población de hecho según los censos de población del INE |

| 220           | 212 | 170 | 154 | 110 | 109 |
| (Fuente: INE) |     |     |     |     |     |

## Patrimonio

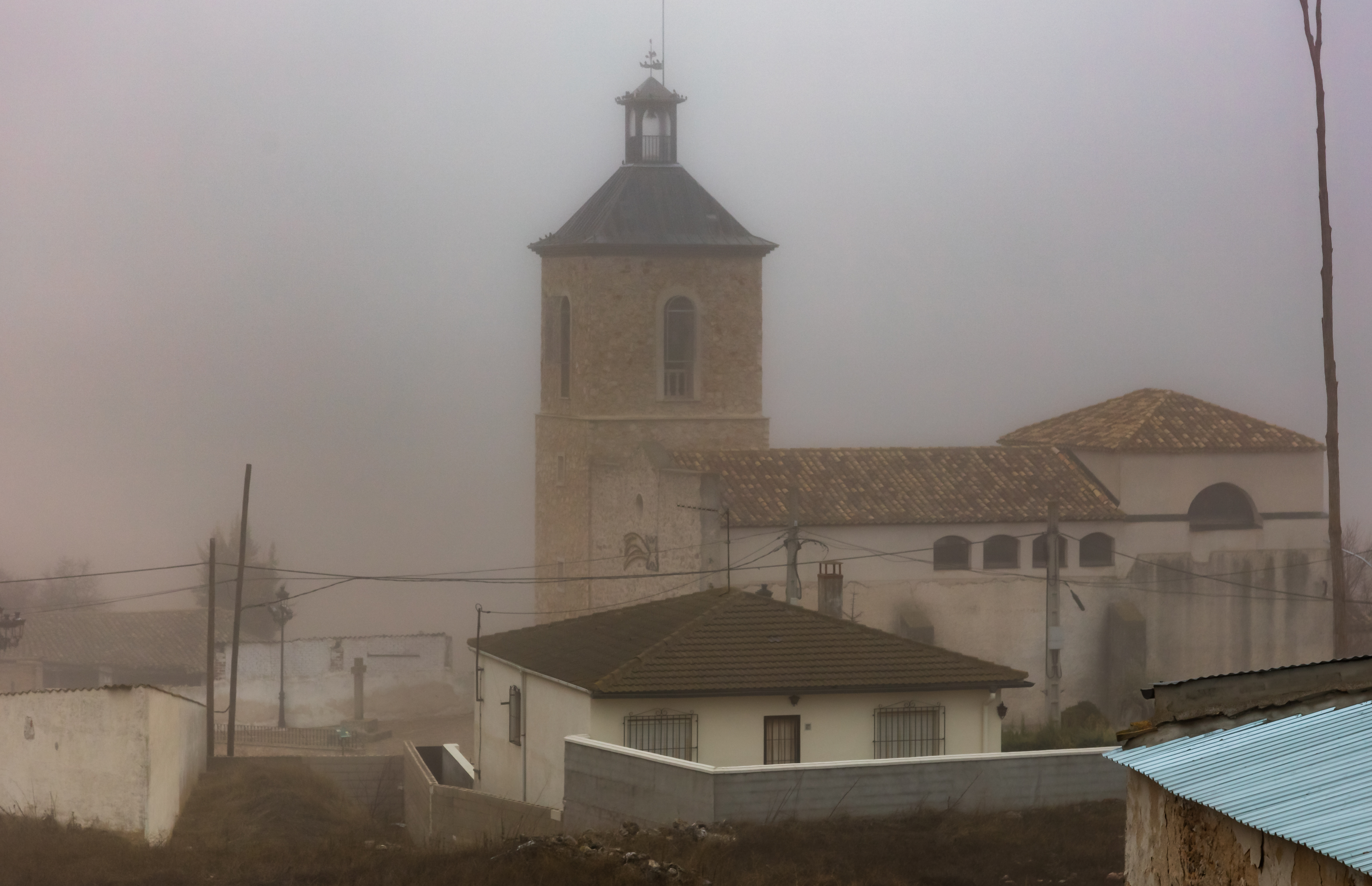
Vista de la iglesia

En la localidad se encuentra una iglesia bajo la advocación de San Martín Obispo.